# Stare de asediu (film din 1972)
Stare de asediu (titlul original: în franceză État de siège) este un film dramă politică de coproducție franco-italo-vest german, realizat în 1972 de regizorul Costa-Gavras. Împreună cu filmul Z din 1969 al aceluiași regizor, Stare de asediu este considerat un reprezentant al genului clasic al cinematografiei angajate politic (vezi thriller politic). Intriga este inspirată de răpirea lui Daniel A. Mitrione, agentul FBI sub acoperirea AID, de către Tupamaros. 
Protagoniștii filmului sunt actorii Yves Montand, Renato Salvatori, O. E. Hasse, Jacques Perrin. 

## Conținut
În anul 1970, la Montevideo (Uruguay), rebelii de extremă stânga ai Mișcării de Eliberare Națională (Tupamaros) îl răpesc pe Philippe Michael Santore, oficial un angajat al Agenției pentru Dezvoltare Internațională (USAID). În timp ce el se autodescrie ca un consilier tehnic, expert în telecomunicații, răpitorii săi îi pun în față dovezile, care arată că acționează în numele guvernului Statelor Unite în calitate de consilier pentru reprimarea și torturarea luptătorilor din Tupamaros de către forțele de securitate uruguayene. Incapacitatea poliției și a armatei de a-l găsi pe Santore, amenință cu degenerarea situației într-o criză politică, aceasta ducând la o stare de asediu... 

## Distribuție
- Yves Montand – Philip Michael Santore
- Renato Salvatori – căpitanul Lopez
- O. E. Hasse – Carlos Ducas
- Jacques Weber – Hugo, membru de conducere al Tupamaros
- Jean-Luc Bideau – Este, membru de conducere al Tupamaros
- Jacques Perrin – operator telefonist (nemenționat)
- André Falcon – senatorul Fabbri
- Maurice Teynac – ministrul de interne
- Yvette Étiévant – soția senatorului
- Evangeline Peterson – doamna Santore
- Nemesio Antúnez – președintele republicii
- Gilbert Brandini – jurnalist
- Jean-François Gobbi – jurnalist
- Eugenio Guzmán – purtătorul de cuvânt al guvrnului
- Julio Zarata – intructorul la Academia de poliție
- Gloria Laso – membru Tupamaros torturat

## Culise
Similar cu filmul Z, Stare de asediu tratează situația într-un regim autoritar, și anume Uruguay în 1970. La fel ca Z, filmul se bazează pe evenimente reale, fiind vorba de cazul puțin cunoscut al agentului american Daniel Mitrione, care a consiliat guvernului uruguayan în anul 1970, până a fost răpit și ucis de trupele de guerilă ale orașului Montevideo. 

## Coloana sonoră
Pentru compoziția coloanei sonore, Mikis Theodorakis a folosit material melodic pe care mai târziu l-a folosit parțial în oratoriul său Canto General. Muzica a fost înregistrată de grupul Los Calchakis pe instrumente tradiționale de muzică andină.

## Premii și nominalizări
Premii
- 1973 Premiul Louis Delluc Award[2];
- 1974 A primit premiul United Nations Award de la BAFTA;

Nominalizări
- 1974 Filmul a fost nominalizat la Premiul Globul de Aur pentru cel mai bun film străin;
- 1974 Nominalzare BAFTA pentru cea mai bună coloană sonoră;
- 1974 Nominalzare New York Film Critics Circle pentru cel mai bun regizor, cel mai bun film și cel mai bun scenariu;